# Weleda
Weleda is een farmaceutische multinational die natuurgeneesmiddelen en lichaamsverzorgingsproducten importeert, produceert en verhandelt. Het is gespecialiseerd in antroposofische (zelfzorg)geneesmiddelen en natuurlijke lichaamsverzorgingsproducten. Het bedrijf is voor 80 procent in handen van de grootaandeelhouders Allgemeine Anthroposophische Gesellschaft (AAG) en de Ita Wegman Klinik AG. Ook de bedrijfsvoering is antroposofisch.
Het bedrijf is opgericht in 1921 in Zwitserland en opereert inmiddels wereldwijd, in ruim vijftig landen. Er werken ruim 2.000 mensen voor het bedrijf. De hoofdzetel is nog altijd gevestigd in Zwitserland, maar de belangrijkste productie-eenheid bevindt zich in Duitsland waar het merk marktleider is in natuurlijke cosmeticaproducten.
Weleda Benelux SE (1923) is gevestigd te Zoetermeer en Leuven. Er werken ongeveer 90 mensen.

## Prijzen
Voor de antroposofische bedrijfsvoering ontving Weleda verschillende prijzen, waaronder in 2017 de CSR-prijs (Corporate Social Responsibility) van de Duitse overheid.